# Rajd Tulipanów 1960
Rajd Tulipanów 1960 (12. Internationale Tulpenrallye) – 12 edycja rajdu samochodowego Rajd Tulipanów rozgrywanego w Holandii. Rozgrywany był od 3 do 7 maja 1960 roku. Była to trzecia runda Rajdowych Mistrzostw Europy w roku 1960.

## Klasyfikacja rajdu
| Miejsce                      | Kierowca                     | Pilot                        | Samochód                     | Czas                         | Strata                       |                              |
| Klasyfikacja generalna i ERC | Klasyfikacja generalna i ERC | Klasyfikacja generalna i ERC | Klasyfikacja generalna i ERC | Klasyfikacja generalna i ERC | Klasyfikacja generalna i ERC | Klasyfikacja generalna i ERC |
| ---------------------------- | ---------------------------- | ---------------------------- | ---------------------------- | ---------------------------- | ---------------------------- | ---------------------------- |
| 1.                           | Guy Verrier                  | René Trautmann               | Citroën ID 19                |                              | 0.0                          |                              |
| 2.                           | Carl Orrenius                | Rolf Dahlgren                | Saab 96                      |                              |                              |                              |
| 3.                           | Walter Schock                | Rolf Moll                    | Mercedes-Benz 220 SE         |                              |                              |                              |
| 4.                           | Hans Ingier                  | Nils Hagen                   | Volvo PV 544                 |                              |                              |                              |
| 5.                           | A. Bouwmeester               | Willem Poll                  | Porsche 356 1600             |                              |                              |                              |
| 6.                           | Erik Carlsson                | Walter Karlsson              | Saab 96                      |                              |                              |                              |
| 7.                           | Harry Bengtsson              | Sune Lindström               | Porsche 356 1600             |                              |                              |                              |
| 8.                           | Pat Moss-Carlsson            | Ann Wisdom-Riley             | Austin-Healey 3000           |                              |                              |                              |
| 9.                           | Gunnar Andersson             | B. Martensson                | Volvo PV 544                 |                              |                              |                              |
| 10.                          | Eric Joseph Haddon           | Charles Vivian               | Jaguar XK150S                |                              |                              |                              |